# ヘーゲモネー

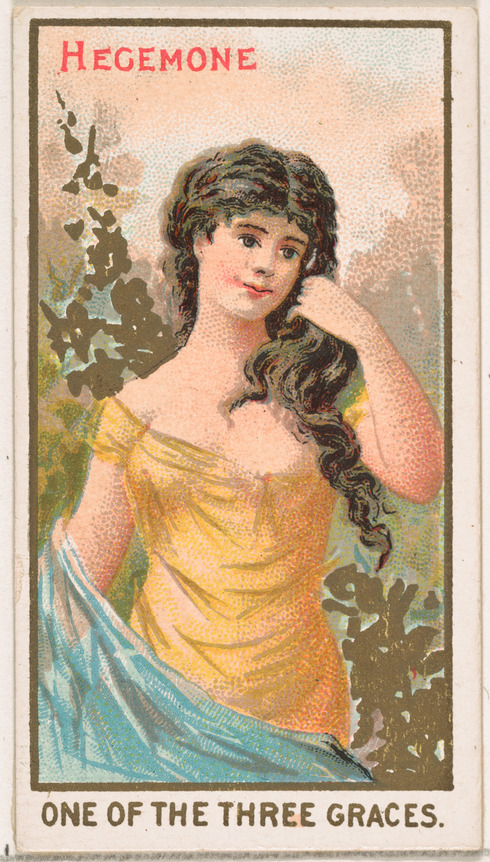
『ヘーゲモネー』（1889年の絵画、メトロポリタン美術館所蔵）

ヘーゲモネー（古希: Ἡγεμόνη, Hēgemonē）は、ギリシア神話に登場する美と優雅を司る女神、カリスたち（カリテス）の1柱である。その名は「女王」や「支配権」の意である。長母音を省略してヘゲモネとも表記される。
アテーナイで信仰されていたカリスたちは、アウクソーとヘーゲモネーの2柱の女神である。ヘーシオドスの挙げるアグライアー、エウプロシュネー、タレイアの「三美神」には含まれない。またゲーテによる『ファウスト』の中では、文芸の女神ムーサたちの一人タレイアとの混同を避けるため、ヘーゲモネーが代わりに入っている。